# Francesa Daga
Francesa Daga en occitano o Françoise Dague en francés, es una cantante y persona especializada en las asociaciones occitanas y en la cultura popular de los años 1960-80.
En 1962 fundó los Ballets Occitanos de Tolosa y en 1971, con Hubert Poirée, el Conservatorio Occitano. También es cantante y etnógrafa, y ha reunido una excepcional colección de trajes tradicionales. Cantó con Rosina de Pèira.

## Trayectoria
De origen limousina, Francesa Daga creció en el campo y estuvo inmersa en la cultura popular occitana gracias a su madre, Cécile Marie, que era una folclorista de renombre. Aprendió las técnicas de canto tradicional gracias al contacto con personas de edad avanzada. Se instaló en Tolosa y a partir de los catorce años de edad, se unió a grupos folclóricos locales.
Má tarde estudió Bellas Artes. Comenzó un estudio en el que dibujaba los trajes tradicionales de distintas regiones occitanas y amplió el trabajo de investigación de su madre, recogiendo información sobre la música y las danzas populares.
En 1962 fundó el grupo de Ballet Occitano, en Tolosa. En 1971 convenció al ayuntamiento de Tolosa para crear el Conservatorio Occitano, que fue instalado en la calle Jacques Darré, en el barrio de Saint-Cyprien. En 1975 ilustró el trabajo de su madre, Cécile Marie: Anthologie de lana Chanson occitane, chansons populaires des pays de langue d'oc (París, G. P. Maisonneuve et Larose, 1975).

## Discografía
- Ballets occitans de Toulouse - Philips - 1968.
- Lees Pyrénées au pays d'Occitanie - Françoise Dague et lees Ballets occitans - Lee Chant du Monde LDX74413.
- Gascogne en Occitanie - Françoise Dague et lees Ballets occitans - Lee Chant du Monde LDX74470.
- Dague, Pòp occitana - Pathé Marconi EMI 2C06412703 - 1973.
- Nadal Encara - Revolum REV054 (avec Martina, Clara et Rosina de Pèira).